# Un shérif à New York
Ne pas confondre avec la série télévisée américaine Un shérif à New York des années 1970.
Pour plus de détails, voir Fiche technique et Distribution.
Un shérif à New York (Coogan's Bluff) est un film américain réalisé par Don Siegel, sorti en 1968.

## Sujet
Un shérif de l'Arizona, aux méthodes expéditives, est envoyé à New York pour récupérer un détenu. À la suite de l'évasion de ce dernier, il part à sa poursuite.

## Synopsis
Coogan est un shérif adjoint de l'Arizona à qui son patron a confié la tâche de ramener Ringerman, un prisonnier détenu à New York. Arrivé à destination par un hélicoptère de New York Airways, il est reçu par le lieutenant McElroy qui lui annonce que Ringerman ne peut pas être ramené pour le moment parce qu'il a pris du LSD et qu'il a dû être admis à l'hôpital pour une désintoxication. Pour le ramener en Arizona, il faut d'abord que Coogan puisse obtenir la permission de le sortir de l'hôpital puis l'aval de la Cour Suprême de l'État de New York.
Coogan n'a pas envie d'attendre que toute cette bureaucratie se mette en marche. Par un tour de passe-passe, il parvient à faire sortir Ringerman de l'hôpital, mais des complices du truand l'attendent à l'aéroport et réussissent à le faire évader en assommant Coogan au passage.
Bien décidé à retrouver son prisonnier malgré l'ordre de McElroy de se tenir tranquille, Coogan rend d'abord visite à la mère de Ringerman, qui lui apprend que la petite amie du truand se nomme Linny Raven. Il retrouve celle-ci dans un night-club de New York et tente de la persuader de l'emmener au fugitif. Elle finit par le conduire dans un bar miteux où il ne réussit qu'à se faire tabasser par d'autres complices.
En colère, Coogan retourne chez Linny Raven et l'oblige de nouveau à le conduire à Ringerman. Celui-ci s'est terré au musée du Cloître sur les bords de l'Hudson. Lorsque Ringerman aperçoit Coogan, il tente de s'enfuir à moto. S'ensuit alors une course-poursuite qui se termine par la capture de Ringerman. Coogan consent alors à faire toutes les démarches légales nécessaires pour obtenir sa garde et le ramener en Arizona en faisant preuve enfin d'un peu d'humanité à son égard (il lui offre une cigarette à bord de l'hélicoptère). Cette « humanisation » de Coogan est vraisemblablement liée à sa rencontre avec la belle Julie Roth.

## Fiche technique
- Titre : Un shérif à New York
- Titre original : Coogan's Bluff
- Réalisation : Don Siegel
- Scénario : Herman Miller
- Musique : Lalo Schifrin
- Photographie : Bud Thackery
- Costumes : Helen Colvig
- Son : John Bolger
- Montage : Sam E. Waxman
- Production : Don Siegel
- Sociétés de production : Malpaso Company et Universal Pictures
- Pays d'origine :  États-Unis
- Format : Couleur
- Langue : Anglais
- Genre : action, policier, thriller
- Durée : 93 minutes
- Date de sortie :
  - États-Unis : 2 octobre 1968
  - France : 30 mai 1969

## Distribution
- Clint Eastwood (VF : Jacques Thébault) : le shérif adjoint Walt Coogan
- Lee J. Cobb (VF : Claude Bertrand) : le lieutenant McElroy
- Susan Clark (VF : Michèle Montel) : l'inspectrice Julie Roth
- Tisha Sterling (VF : Michèle André) : Linny Raven
- Don Stroud (VF : Marc de Georgi) : James Ringerman
- Betty Field (VF : Lita Recio) : Mme Ringerman
- Tom Tully (VF : Émile Duard) : le shérif McCrea
- Melodie Johnson (VF : Jeanine Freson) : Millie
- James Edwards (VF : Michel Gatineau) : le sergent Jackson (Wallace en VF)
- Seymour Cassel (VF : Philippe Mareuil) : Young Hood (Joe en VF)
- Albert Popwell : « Mister Wonderful Digby »
- Conrad Bain (VF : René Lebrun) : l'homme de Madison Avenue
- James Gavin (VF : Roger Rudel) : Ferguson
- David Doyle (VF : Jacques Deschamps) : Pushie
- Larry Duran : « Zig Zag »
- Antonia Rey (VF : Jacqueline Ferrière) : Mme Amador
- John Coe (VF : Bernard Musson) : Bellboy
- Rudy Diaz (VF : Jean-François Laley) : Running Bear
- James McCallion (VF : Jean Berton) : le réceptionniste du Golden Hotel

## Production

### Tournage
Le tournage a eu lieu à l'automne 1967.

## Analyse